# Tim Kruger
Tim Kruger (bürgerlich Marcel Bonn; * 25. Januar 1981 in Düsseldorf; † 1. März 2025) war ein deutscher Pornodarsteller und Regisseur von schwulen Pornofilmen. Er war einer der weltweit bekanntesten Darsteller dieses Genres.

## Biografie
Kruger arbeitete vor dem Beginn seiner Karriere als pornografischer Schauspieler zunächst in einem Sexshop mit Videoverleih. 2006 nahm er Kontakt zu den Raging Stallion Studios auf, die ihm eine Rolle in einem Michael-Brandon-Film anboten. Er ging nach San Francisco, um dort zu drehen, und arbeitete auch für die Hot House Entertainment Studios. Im Dezember desselben Jahres wurde der erste Film mit seiner Beteiligung mit dem Titel Monster Band 11: Bang That Ass gefilmt. Er spielte auch für das deutsche Studio Cazzo Film und in Frankreich für Citébeur. Er bezeichnete sich selbst als top oder aktiv.
Im Jahr 2009 eröffnete er seine eigene Website (TimTales.com), die schwulenpornografische Filme produziert, an denen er auch selbst beteiligt war. Sein Partner Grobes Geraet half ihm bei der Bearbeitung der Videos. Ein Teil seiner Produktion war ungeschützt. 2012 zog er nach Barcelona. Er modelte auch bei der Barcelona Fashion Week 2013 und posierte mit Paris Hilton.
Didier Lestrade sagte über ihn: „Unter den Schauspielern, die ihr eigenes Studio gegründet haben, ist Tim der einzige, der sich mit den großen Studios vergleichen kann, aus denen er hervorgegangen ist“.
Nach Angaben von Hornets Online-Portal stand er 2017 auf der Liste der sechs beliebtesten schwulen Pornostars.
Anfang März 2025 starb Kruger im Alter von 44 Jahren bei einem häuslichen Unfall.

## Filmografie

### Als Schauspieler
- 2006: Monster Bang 11: Bang That Ass, Regie: Michael Brandon (Raging Stallion Studios)
- 2007: Tools!
- 2007: Fisting Underground III
- 2007: 8½
- 2007: Cruising Budapest 3, Regie: Michael Lucas (Lucas Entertainment)
- 2007: Man Island, Regie: Rafael Alencar
- 2008: Tim's Tool, Regie: Jörg Andreas (Cazzo Film)
- 2009: Reckless, Regie: Steven Scarborough (Hot House)
- 2009: DeskTops – Bürohengste, Regie: Jörg Andreas (Cazzo Film)
- 2009: Hot House Backroom, Volume 10
- 2009: Pizza Cazzone, Regie: Jörg Andreas (Cazzo Film)
- 2009: Männerlager (Cazzo Film)
- 2009: Big Business, Regie: Jörg Andreas (Cazzo Film)
- 2010: Le Squat de Ludovic Canot (Citébeur)
- 2012: Dark Cruising 2 (Citébeur)
- 2014: Ficken, Regie: Tim Kruger (Tim Tales)
- 2016: Demoralize My Hole! Regie: Tim Kruger (Tim Tales)

### Als Regisseur
- 2014: Ficken 1
- 2014: The Raw Tales
- 2015: More Raw Tales
- 2016: Demoralize My Hole!